# Gaozhou (sockenhuvudort i Kina, Jiangxi Sheng, lat 28,13, long 118,07)
Gaozhou (kinesiska: 高洲) är en sockenhuvudort i Kina. Den ligger i provinsen Jiangxi, i den sydöstra delen av landet, omkring 220 kilometer öster om provinshuvudstaden Nanchang. Antalet invånare är 12 847. Befolkningen består av 6 426 kvinnor och 6 421 män. Barn under 15 år utgör 26,0 %, vuxna 15-64 år 62 %, och äldre över 65 år 10,0 %.
Runt Gaozhou är det ganska tätbefolkat, med 72 invånare per kvadratkilometer. Närmaste större samhälle är Shanglu, 16,2 km nordväst om Gaozhou. I omgivningarna runt Gaozhou växer i huvudsak blandskog.
Genomsnittlig årsnederbörd är 2 682 millimeter. Den regnigaste månaden är juni, med i genomsnitt 514 mm nederbörd, och den torraste är oktober, med 39 mm nederbörd.